# Kyle Anderson (Basketballspieler)
Kyle F. Anderson, auch bekannt als Li Kaier (chinesisch: 李凯尔; pinyin: Li Kaier) (* 20. September 1993 in New York City, New York) ist ein chinesisch-US-amerikanischer Basketballspieler, der seit 2024 bei den Golden State Warriors in der National Basketball Association (NBA) unter Vertrag steht.

## Schulzeit
Kyle Anderson, dessen Großvater Clifton Anderson in den 1950er Jahren American-Football-Profi in der NFL war, spielte als Schüler Basketball an der Paterson Catholic High School in Paterson (Bundesstaat New Jersey). 2010 wechselte er innerhalb New Jerseys an die St. Anthony High School zu Trainer-Altmeister Bob Hurley, der Anderson als „modernen Magic Johnson“ einstufte. 2012 trat Anderson beim Nike Hoop Summit mit einigen der besten US-Nachwuchsspieler seines Jahrgangs gegen eine Weltauswahl an.

## College
Anderson spielte nach seiner Schulzeit in New Jersey Collegebasketball an der University of California, Los Angeles. In seiner Zeit bei den UCLA Bruins erzielte Anderson 12,2 Punkte, 8,7 Rebounds und 5,0 Assists pro Spiel. Er galt auf dem College als zu langsam und unathletisch, weswegen er nicht als Toptalent gezählt wurde. Jedoch wurden seine Spielintelligenz und Vielseitigkeit als positiv hervorgehoben.

## NBA
Beim NBA-Draft 2014 wurde Anderson an 30. Stelle von den San Antonio Spurs ausgewählt, die im Jahr zuvor die NBA-Meisterschaft gewonnen hatten. Aufgrund der hohen Talentdichte im Aufgebot der Texaner wurde Anderson in den ersten drei Profijahren von Trainer Gregg Popovich selten eingesetzt. Er kam in seiner Rookie-Saison beim Farmteam der Spurs, den Austin Spurs, in der D-League zum Einsatz. Ab dem vierten Profijahr wurde Anderson in der NBA-Saison 2017/18 zum Starter befördert, wo er in der Rolle eines Point Forwards auf 7,9 Punkte, 5,4 Rebounds, 2,7 Assists und 1,6 Steals pro Spiel kam.
Mit dem Ende der Saison 2017/18 lief Andersons Vertrag in San Antonio aus, er wurde als nicht völlig ungebundener vertragsloser Spieler (restricted free agent) eingestuft. Anderson akzeptierte ein Angebot der Memphis Grizzlies. Die San Antonio Spurs verzichteten auf ihr Recht, mit dem Angebot gleichzuziehen, um Anderson zu halten, womit Andersons Wechsel zu den Grizzlies vollzogen wurde. Bei den Grizzlies wurde Anderson ein wichtiger Teil der Rotation und hatte mit 12,4 Punkten und 3,6 Assists pro Spiel Anteil daran, dass sich die Grizzlies 2021 für die Playoffs qualifizieren konnten.
2024 wechselte er zu den Golden State Warriors.

## Karriere-Statistiken

### NBA

#### Reguläre Saison
| Saison  | Team        | GP  | GS  | MPG  | FG % | 3P % | FT % | RPG | APG | SPG | BPG | PPG  |
| ------- | ----------- | --- | --- | ---- | ---- | ---- | ---- | --- | --- | --- | --- | ---- |
| 2014–15 | San Antonio | 33  | 8   | 10.8 | .348 | .273 | .643 | 2.2 | 0.8 | 0.5 | 0.2 | 2.2  |
| 2015–16 | San Antonio | 78  | 11  | 16.0 | .468 | .324 | .747 | 3.1 | 1.6 | 0.8 | 0.4 | 4.5  |
| 2016–17 | San Antonio | 72  | 14  | 14.2 | .445 | .375 | .789 | 2.9 | 1.3 | 0.7 | 0.4 | 3.4  |
| 2017–18 | San Antonio | 74  | 67  | 26.7 | .527 | .333 | .712 | 5.4 | 2.7 | 1.6 | 0.8 | 7.9  |
| 2018–19 | Memphis     | 43  | 40  | 29.8 | .543 | .265 | .578 | 5.8 | 3.0 | 1.3 | 0.9 | 8.0  |
| 2019–20 | Memphis     | 67  | 28  | 19.8 | .474 | .282 | .667 | 4.3 | 2.4 | 0.8 | 0.6 | 5.8  |
| 2020–21 | Memphis     | 69  | 69  | 27.3 | .468 | .360 | .783 | 5.7 | 3.6 | 1.2 | 0.8 | 12.4 |
| 2021–22 | Memphis     | 69  | 11  | 21.5 | .446 | .330 | .638 | 5.3 | 2.7 | 1.1 | 0.7 | 7.6  |
| 2022–23 | Minnesota   | 69  | 46  | 28.4 | .509 | .410 | .735 | 5.3 | 4.9 | 1.1 | 0.9 | 9.4  |
| 2023–24 | Minnesota   | 79  | 10  | 22.6 | .460 | .229 | .708 | 3.5 | 4.2 | 0.9 | 0.6 | 6.4  |
| Gesamt  | Gesamt      | 653 | 304 | 21.9 | .479 | .338 | .714 | 4.4 | 2.8 | 1.0 | 0.6 | 6.9  |

#### Play-offs
| Saison  | Team        | GP | GS | MPG  | FG % | 3P % | FT %  | RPG | APG | SPG | BPG | PPG |
| ------- | ----------- | -- | -- | ---- | ---- | ---- | ----- | --- | --- | --- | --- | --- |
| 2015–16 | San Antonio | 10 | 0  | 12.9 | .320 | .333 | .857  | 2.4 | 0.7 | 0.6 | 0.3 | 2.3 |
| 2016–17 | San Antonio | 15 | 1  | 13.0 | .571 | .300 | .727  | 3.1 | 1.7 | 0.7 | 0.1 | 5.5 |
| 2017–18 | San Antonio | 5  | 1  | 14.8 | .600 | .000 | .750  | 2.6 | 0.6 | 1.2 | 0.2 | 5.4 |
| 2020–21 | Memphis     | 5  | 5  | 28.4 | .429 | .250 | .750  | 5.0 | 3.2 | 2.8 | 0.0 | 8.4 |
| 2021–22 | Memphis     | 12 | 1  | 18.4 | .569 | .250 | .611  | 4.3 | 1.8 | 0.9 | 0.6 | 6.0 |
| 2022–23 | Minnesota   | 4  | 0  | 26.0 | .500 | .333 | 1.000 | 4.0 | 4.5 | 1.8 | 0.5 | 8.5 |
| 2023–24 | Minnesota   | 15 | 1  | 15.4 | .456 | .250 | .833  | 2.7 | 2.5 | 0.7 | 0.3 | 4.3 |
| Gesamt  | Gesamt      | 66 | 9  | 16.6 | .498 | .255 | .741  | 3.3 | 1.9 | 1.0 | 0.3 | 5.2 |

## Nationalmannschaft
Nachdem Anderson bereits 2009 bis 2010 an U16- und U17-Trainingscamps der US-Basketballauswahl teilgenommen und 2012 in der Juniorauswahl der US-Nationalmannschaft als Power Forward gespielt hatte, gab er im Vorfeld der FIBA Weltmeisterschaft 2023 an, für die chinesische Basketballnationalmannschaft zu spielen.